# بيلي تايلور (لاعب كرة قدم أمريكية)
بيلي تايلور (بالإنجليزية: Billy Taylor)‏ هو لاعب كرة قدم أمريكية أمريكي، ولد في 6 يوليو 1956 في سان أنطونيو في الولايات المتحدة.

## وصلات خارجية
- بيلي تايلور على موقع مرجع كرة القدم المحترفة.كوم (الإنجليزية)